# The Face (album)
Pour les articles homonymes, voir The Face.
Albums de BoA
Made in Twenty (20)
(2007) BoA
(2009)
Singles
The Face est le sixième album japonais de BoA, sorti le 27 février 2008, une semaine après le 25e single de BoA, be with you.. Il est disponible en 3 versions, CD, CD/DVD et CD/2DVD (édition limitée). Tout comme ses précédents albums, il atteint la 1re place du classement de l'Oricon et reste classé 16 semaines pour un total de 185 388 exemplaires vendus.

## Liste des titres
| 1.  | Aggressive                                                           | 3:42 |
| 2.  | Sweet Impact                                                         | 5:02 |
| 3.  | My Way, Your Way feat. Wise                                          | 4:22 |
| 4.  | Be with you.                                                         | 5:14 |
| 5.  | Lose Your Mind feat. Yutaka Furukawa from Doping Panda               | 3:19 |
| 6.  | Girl In The Mirror                                                   | 3:11 |
| 7.  | Happy Birthday                                                       | 4:10 |
| 8.  | Diamond Heart                                                        | 4:14 |
| 9.  | Love Letter                                                          | 5:05 |
| 10. | Brave                                                                | 4:01 |
| 11. | Gyappu ni Yara Re Ta ! (ギャップにやられた!)                         | 3:45 |
| 12. | Style                                                                | 3:12 |
| 13. | Smile Again                                                          | 5:47 |
| 14. | Beautiful Flowers                                                    | 3:32 |
| 15. | Best Friend                                                          | 4:12 |
| 16. | Hey Boy, Hey Girl feat. BoA／Seamo (seulement sur l'édition CD+2DVD) |      |

DVD (édition CD+DVD)
1. Sweet Impact (PV)
2. Love Letter (PV)
3. Lose Your Mind (PV)
4. Be With You. (Original Version) (PV)

DVD1 (édition CD+2DVD)
1. Sweet Impact (PV)
2. Love Letter (PV)
3. Lose Your Mind (PV)
4. Be With You. (Original Version) (PV)
5. BoA TV (The Face of BoA)
6. The Face (Album Digest)

DVD2 (édition CD+2DVD)
Performances live issues du BoA The Live X’mas
1. Love Letter
2. Kimi no Tonari de (ｷﾐのとなりで)
3. Winter Love
4. First Snow
5. Make A Secret
6. Kono Yo no Shirushi (コノヨノシルシ)
7. Diamond Heart
8. Lose Your Mind

Performances live issues du BoA Arena Tour 2007 Made In Twenty (20)
1. Do The Motion
2. Lady Galaxy
3. Nanairo no Ashita ~brand new beat~ (七色の明日~brand new beat~)
4. Sweet Impact

Performance live issue du concert de m-flo Cosmicolor Tour 2007
1. The Love Bug/m-flo♥BoA

Performances lives issues du Rhythm Nation 2007
1. Lose Your Mind
2. Love Letter
3. Meri Kuri (メリクリ)